# Mabel May
Henrietta Mabel May (* 11. September 1877 in Montréal, Québec; † 8. Oktober 1971 in Burnaby, British Columbia) war eine kanadische Malerin des 20. Jahrhunderts. Sie war maßgeblich an der Organisation von Künstlergruppen wie der Beaver Hall Group und der Canadian Group of Painters beteiligt und setzte sich insbesondere für die Beteiligung von Frauen in diesen Kreisen ein.

## Leben
Mabel May wurde in Montreal geboren und wuchs in Verdun und Westmount auf. Sie war die Tochter von Evelyn Henrietta Walker und Edward May, einem bekannten Bauunternehmer und Bürgermeister von Verdun. Als fünftes von zehn Kindern übernahm sie früh Verantwortung für ihre jüngeren Geschwister und verschob deshalb ihre künstlerische Ausbildung bis in ihre Zwanziger. Im Jahr 1902 gehörte Mabel zu den ersten Studenten der Arts Association of Montreal. Von 1909 bis 1912 studierte sie bei William Brymner und Alberta Cleland. Auf Empfehlung von Brymner reiste sie 1912 mit Emily Coonan nach Europa, wo sie ein Jahr in Paris, der Bretagne und London verbrachte und sich mit dem Impressionismus vertraut machte. Nach ihrer Rückkehr wandte sie das Gelernte auf kanadische Motive an. Während des Ersten Weltkriegs dokumentierte Mabel May im Auftrag des Canadian War Memorials Fund die Arbeit von Frauen in Munitionsfabriken in Montreal. Nach 1920 entwickelte sie einen zunehmend stilisierten Stil, der vom Post-Impressionismus und der Group of Seven beeinflusst war.
1938 wurde Mabel May zur Leiterin der Kinderkurse an der National Gallery of Canada ernannt. Im Jahr 1950 zog sie sich nach Vancouver zurück, wo sie eine Retrospektive veranstaltete und hundert ihrer Gemälde verkaufte. Mabel May arbeitete zunächst in Quebec, unterrichtete später in ihrem Atelier in Montreal sowie an der Elmwood School in Ottawa und war ein Jahrzehnt lang mit der National Gallery of Canada in Ottawa verbunden. Sie stellte unter anderem mit der Art Association of Montreal, der Beaver Hall Group und der Canadian Group of Painters aus. Ihre Werke befinden sich heute in den Sammlungen des Canadian War Museum, der National Gallery of Canada, des Musée des Beaux-Arts de Montréal, des Musée National des Beaux-Arts du Québec und der Vancouver Art Gallery. 
Ein Kunstkritiker bezeichnete May wegen ihres Interesses an Landschaft und Natur als „Emily Carr von Montréal“. Ihre Kunst war zunächst vom französischen Impressionismus beeinflusst, entwickelte sich aber später unter dem Einfluss der Group of Seven und internationaler modernistischer Strömungen weiter.  Obwohl Mabel Mays Geburtsdatum häufig mit 1884 angegeben wird, wurde sie in Wirklichkeit am 11. September 1877 geboren und war zum Zeitpunkt ihres Todes vierundneunzig Jahre alt.

## Werk
Mabel Mays Werk umfasst Landschaften aus den Eastern Townships, Neuengland und der Baie St. Paul. Ihre frühen Werke sind vom Impressionismus beeinflusst, während ihre Landschaften nach 1920 den Einfluss der Gruppe der Sieben erkennen lassen. Der Kunstkritiker Albert Laberge lobte ihre Originalität und den starken Einsatz von Farbe. Ihre späteren Werke wurden linearer und rhythmischer in einer einfacheren Farbpalette.

### Women Making Shells, 1919

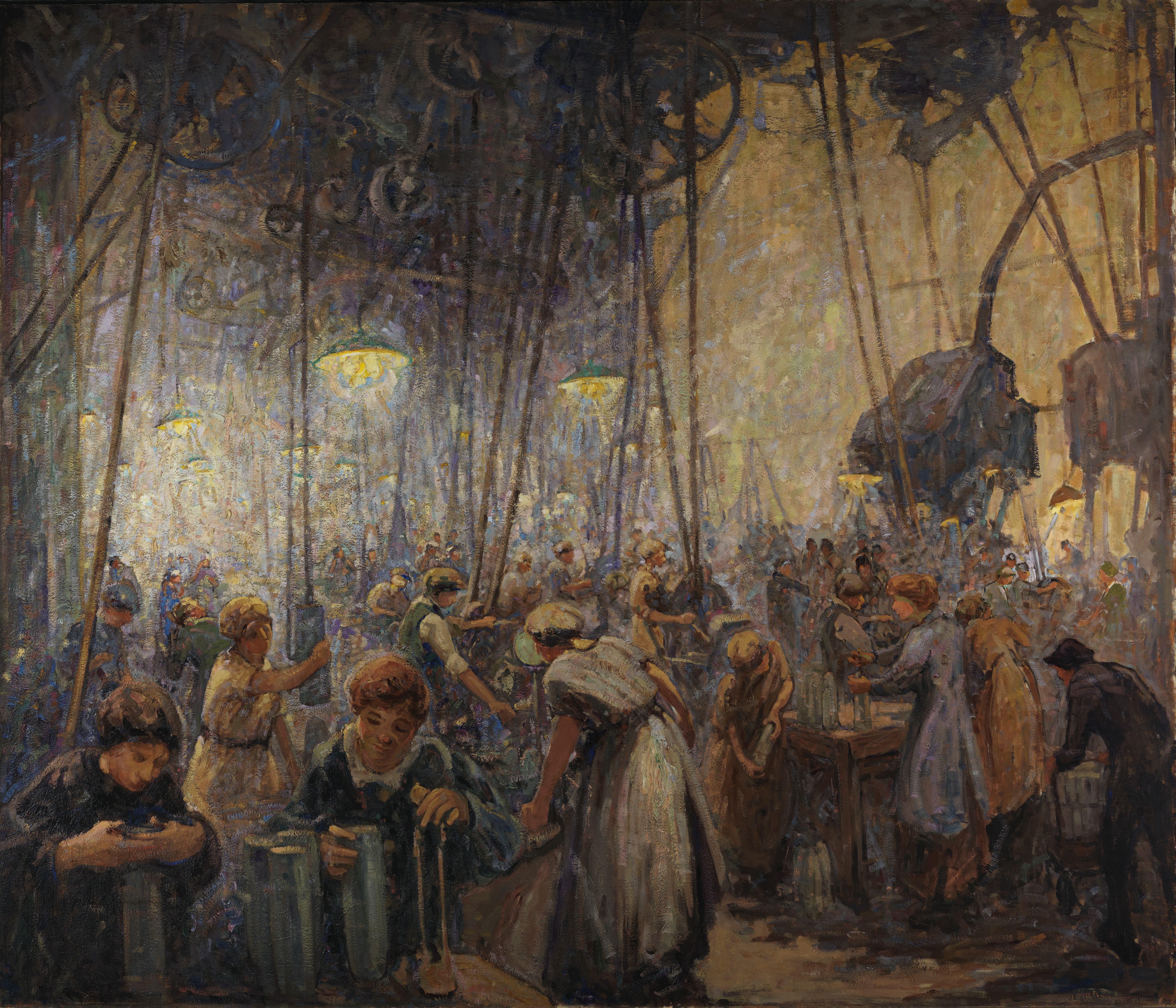
Henrietta Mabel May: Women Making Shells, 1919, Öl auf Leinwand, 182,7 × 214,9 cm. Beaverbrook Collection of War Art, Canadian War Museum, Ottawa

Mabel May wurde 1918 von Eric Brown, dem Direktor der National Gallery of Canada, der zusammen mit Sir Edmund Walker aktiv an der Beschäftigung kanadischer Künstler für den Canadian War Memorials Fund beteiligt war, eingeladen, ein Gemälde für die Heimatfront zu malen. Sie erhielt die Erlaubnis, in den Werkstätten der Canadian Pacific Railway in Angus und der Northern Electric zu zeichnen. Das 1919 entstandene Gemälde zeigt, was eine Fabrikarbeiterin damals als eine Allee von ratternden, schleifenden und rasselnden Maschinen beschrieb.
Mabel May war eine von vier Künstlerinnen, die im Auftrag des Canadian War Memorials Fund Fabrikarbeiterinnen malen sollten. Mabel May verwendete eine impressionistische Technik, um Frauen bei der Arbeit in einer Munitionsfabrik darzustellen. Die Frauen verrichteten unkonventionelle Arbeiten, wie die Füllung von Granaten. Während vor dem Krieg viele kanadische Frauen bereits in Fabriken arbeiteten, arbeiteten nach Kriegsausbruch etwa 12.000 Frauen in der Rüstungsindustrie. Darstellungen dieser Arbeiterinnen waren sehr populär und tauchten in Film, Fotografie, Printmedien und Kunst auf. Die Arbeit war wegen der Chemikalien gefährlich. Viele Frauen erkrankten an toxischer Gelbsucht, weil die bei der Munitionsherstellung verwendete Chemikalie Trinitrotoluol ihre Haut gelb färbte. Auch die Haarfarbe verfärbte sich und die Leber wurde geschädigt.